# 百樂酒店
百樂酒店集團是一間曾在香港上市酒店公司，除牌當時為0223.HK，當時是由香港商人創立，是在1960年成立，主要資產包括香港百樂酒店及君樂酒店，之後1991年進行私有化而撤銷上市。
包括：香港、中國、新加坡及日本八個國家、十一個城市經營十六家酒店，客房總數超過2000間

## 主要發展項目
- 長沙灣西頓中心
- 香港百樂酒店
- 無錫君樂酒店
- 西安君樂酒店
- 昆明君樂酒店
- 日本小樽君樂酒店
- 新加坡君樂酒店（物業在2013年以11億坡元售出，創下當地最高物業交易價格紀錄。）
- 新加坡百樂海景酒店（物業在2012年以3億坡元售出）
- 新加坡君樂皇府酒店
- 新加坡百樂歷山酒店
- 新加坡百樂景園酒店
- 新加坡濱海普瑞米爾酒店
- 首爾永登浦百樂酒店
- 馬爾代夫君樂酒店
- 巴厘島百樂海景酒店
- 馬六甲百樂酒店 (2019)
- 阿德萊德百樂酒店 (2018)

## 外部連結
- 百樂酒店集團 （页面存档备份，存于）